# Hôtel de La Tour-Maubourg
El hôtel de La Tour-Maubourg u hôtel Maleteste es una antiguo hôtel particulier ubicada en el n. 10, place Vendôme, esquina sureste junto al Hôtel Delpech de Chaumot y el Hôtel Baudard de Saint-James, en el 1 distrito de París.
Construido en 1711, para el financiero Urbain Aubert de Tourny, perteneció en particular a Jean Hector de Faÿ de La Tour-Maubourg, luego a la familia Rothschild.
Está catalogado como monumento histórico por sus fachadas en la plaza, por orden del6 mai 19276 de mayo de 1927.
Ahora es propiedad, como el Hôtel Baudard de Saint-James, Crédit Foncier de France y alberga en particular las boutiques de los relojeros Patek Philippe y Hublot.

## Historia
La parcela, adquirida por el financiero Besnier en 1699, fue vendida al también financiero Urbain Aubert de Tourny en 1703.
Para ampliar su propiedad, tras la donación del vecino Hôtel Baudard de Saint-James, un año antes, el marqués de Tourny hizo construir el edificio en 1711, por el arquitecto Jacques V. Gabriel.
En 1717, procesado por Hacienda por malversación de fondos, el marqués se vio obligado a vender el hotel al mariscal Jean Hector de Faÿ de La Tour-Maubourg.
De 1740 a 1741, el mariscal Claude Dupin alquiló el hotel mientras esperaba la finalización de su residencia personal, el hotel Dupin, ubicado en la rue Plâtrière, hoy en la rue Jean-Jacques-Rousseau. El mariscal a su vez cedió el hotel en 1750 a favor de Louise-Françoise Fillion de Villemur.
En 1776, la condesa Marie-Louise-Françoise de Saint-Séverin d'Aragón, hija de este último, vendió el hotel, alquilado a la Embajada de Venecia, al marqués Jean-Louis de Villey de Maleteste.
Durante la Revolución, este arrendó sucesivamente el hotel al Comité de Hacienda Pública de 1790 a 1791, y luego al Comité de Administración Departamental de 1792 a 1799, que también ocupó el edificio del número 12.
Desde 1830, el Crédit Algérien, fundado en 1812, se instaló allí, seguido por la Compañía del Canal de Suez en 1860, que también se instaló en el número 12.
El profesor Samuel Pozzi alquiló un apartamento allí desde 1897 hasta su muerte en 1918. La casa de moda Martial et Armand alquiló los pisos del hotel desde 1906 hasta 1945. Posteriormente, la firma Caron se mudó allí hasta 1949.
Al final de la Segunda Guerra Mundial, la familia Rothschild lo adquirió con el edificio del número 12, para instalar allí las oficinas administrativas de la Sociedad Minera y Metalúrgica de Peñarroya, de la que era el accionista mayoritario. En este sentido, se realizaron importantes obras, en particular la reunificación de los dos hoteles por sus patios interiores, para crear un aparcamiento subterráneo de 250 plazas.
En 1971, el complejo del que forma parte fue vendido por la familia Rothschild a Crédit Foncier de France, que todavía lo posee.
Ahora alberga las tiendas de las marcas relojes Patek Philippe y Hublot, y el espacio de trabajo conjunto de Cushman & Wakefield, así como los talleres de Chaumet.